# Greucourt
Greucourt è un comune francese soppresso e frazione del dipartimento dell'Alta Saona nella regione della Borgogna-Franca Contea. Dal 15 dicembre 2015 si è fuso con i comuni di Le Pont-de-Planches e Vezet per formare il nuovo comune di La Romaine.

## Società

### Evoluzione demografica
Abitanti censiti